# Dasypoda tubera
Dasypoda tubera är en biart som beskrevs av Warncke 1973. Dasypoda tubera ingår i släktet byxbin, och familjen sommarbin. Inga underarter finns listade i Catalogue of Life.